# Yunus Emre

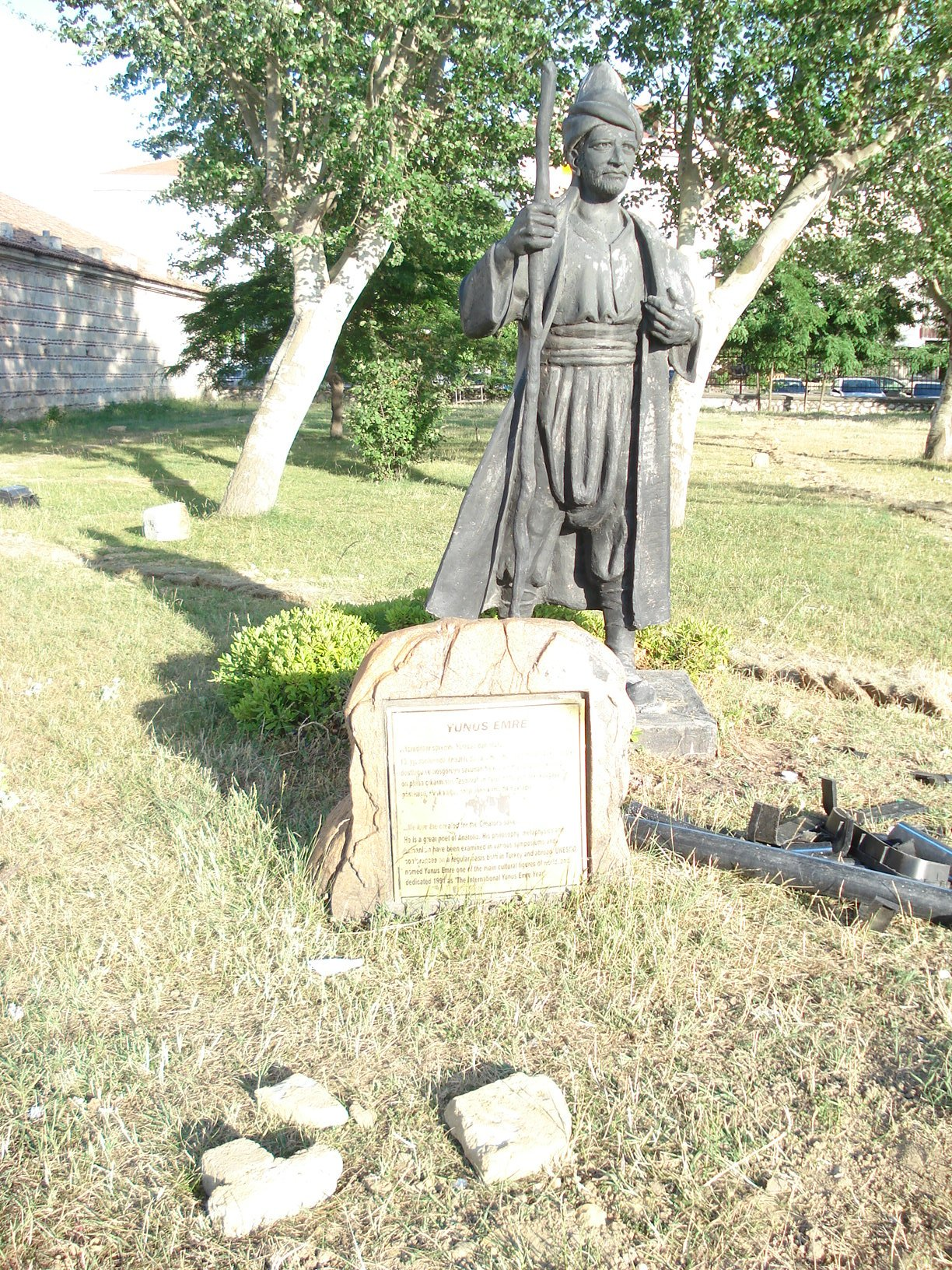
Estatua de Yunus Emre en Estambul.

Yunus Emre (c. 1240-c. 1321) fue un poeta y místico turco. Apenas se conocen datos acerca de su vida, pero se sabe que era un derviche sufí que vivió en Anatolia, probablemente en la zona de Karaman, en Anatolia central, coincidiendo con el final de los turcos selyúcidas y el reinado de Osmán Gazi, primer sultán otomano. En un poema, él dice haberse dado a sí mismo el nombre de Yunus, siendo Emre el nombre genérico con que eran conocidos los derviches quietistas. 
Se conocen dos obras suyas: Risalet-ün Nushiyye (El opúsculo de los consejos) y su Diván, que incluye unos 350 poemas, aunque se le han atribuido más de mil. En su poesía se pone de manifiesto la filosofía del tasawwuf o misticismo islámico, entre cuyos preceptos están la igualdad de todos los seres humanos, la condena de la soberbia, la presunción y de las ambiciones por el poder y la riqueza, la crítica del fanatismo religioso y la defensa del control de las pasiones, de la modestia, del estudio y de la ciencia. Sus poemas, escritos siguiendo la tradición de la literatura popular anatolia, expresan un profundo misticismo.

## Citas del autor
"El odio es nuestro único enemigo. Para nosotros el mundo entero es Uno. No estoy en la tierra para sembrar la guerra y la enemistad. El amor es la misión y la vocación de toda la vida. Que una única palabra pare la guerra: «Ama y sé amado». Hacia nadie sentimos odio. Todo el mundo es igual para nosotros".[cita requerida]

## Reconocimiento
- Con motivo del 750.º aniversario del nacimiento de Yunus Emre, la Unesco nombró el año 1991 el «Año Internacional de Yunus Emre».[1]
- En 2007, el gobierno turco creó el Instituto Yunus Emre, para la promoción internacional de la lengua y cultura turcas.[2]
- Existe una ilustración de Yunus Emre en el reverso del mayor billete turco, el de 200 liras, en circulación en 2009.[1]